# Melted
Melted è il terzo album in studio del cantautore statunitense Ty Segall, pubblicato nel 2010 dalla Goner.

## Tracce
1. Finger – 2:54
2. Caesar – 3:30
3. Girlfriend – 2:13
4. Sad Fuzz – 3:01
5. Melted – 2:13
6. Mike D's Coke – 1:30
7. Imaginary Person – 3:05
8. My Sunshine – 2:11
9. Bees – 3:05
10. Mrs – 2:37
11. Alone – 3:56